# Rödkronad malimbe
Rödkronad malimbe (Malimbus coronatus) är en fågel i familjen vävare inom ordningen tättingar.

## Utseende och läte
Hona rödkronad malimbe är en helt glansigt svart vävare. Hanen har liknande dräkt, men även en röd ovalformad fläck på hjässan som gett den sitt namn. Ungfågeln är mattsvart med kastanjebrun hjässa. Honan är mycket lik hona sumpmalimbe, så pass att de svårligen kan skiljas åt om inte hanen är närvarande. Bland lätena hörs en komplex blandning av vävarlikt tjittrande "che-chur-chet" och elektriska sträca "dzrrrrrrr". Även ljusa, fallande "teooot-teoot" kan höras. 

## Utbredning och systematik
Fågeln förekommer i södra Kamerun, Gabon, sydvästra Centralafrikanska republiken och östra Kongo-Kinshasa. Den behandlas som monotypisk, det vill säga att den inte delas in i några underarter.

## Levnadssätt
Rödkronad malimbe förekommer fåtaligt och fläckvist i högväxta låglänta skogar och sumpskogar. Den ses ofta i par, helst i trädtaket.

## Status och hot
Arten har ett stort utbredningsområde, men tros minska i antal, dock inte tillräckligt kraftigt för att den ska betraktas som hotad. Internationella naturvårdsunionen IUCN listar arten som livskraftig (LC).